# بين هاند
بين هاند (بالإنجليزية: Ben Hand)‏ هو لاعب اتحاد الرغبي أسترالي، ولد في 24 أبريل 1982 في سيدني في أستراليا.

## وصلات خارجية
- بين هاند عل موقع إسبنسكروم (الإنجليزية)
- بين هاند على موقع ItsRugby.co.uk (الإنجليزية)